# Reserva natural de Taxkorgan
La reserva natural de vida silvestre de Taxkorgan es una reserva natural situada en la prefectura de Kashgar en la Región Autónoma Uigur de Sinkiang (China). Está situada alrededor del Taghdumbash Pamir, un valle alto ubicado en las cordilleras del Pamir y del Karakórum. Cubre alrededor de 14 000 km² y se estableció en 1984 principalmente para proteger el raro carnero de Marco Polo y el argalí tibetano. Desde entonces también ha servido para proteger otras especies como el leopardo de las nieves.

## Topografía
La reserva está situada en el extremo occidental de China, en la zona fronteriza con Afganistán, Tayikistán y Pakistán. También limita con el Parque nacional de Khunjerab en Pakistán (al sur) y el Parque nacional Wakhan en Afganistán. La mitad de su extensión está situada por encima de los 4500 m y abarca el borde norte de la cordillera del Karakórum, el borde occidental del Kunlun y las ramas orientales de las montañas Pamir. 

## Clima
Debido a las diferentes zonas de altitud y al entorno geográfico es posible encontrar numerosas zonas climáticas. Las elevaciones altas típicas exhiben una clasificación climática de tundra o clima alpino (clasificación climática de Köppen (ET)), mientras que en las elevaciones más bajas tienden a convertirse en un clima subártico (clasificación climática de Köppen (Dsc)), donde las temperaturas medias pueden elevarse por encima de los 10 °C (50,0 °F) durante 1 a 3 meses cada verano.

## Flora y fauna
La mayor parte de la flora presente en la reserva está dominada por vegetación alpina abierta. Los árboles solo están presentes en algunos valles por debajo de los 3400 m.
En cuanto a la fauna, la reserva alberga tres especies de ungulados salvajes. La más destacada es la carnero de Marco Polo (Ovis ammon polii). En la década de 1980 había alrededor de 150 individuos de estas grandes ovejas salvajes en la reserva. Hoy en día, la población ha aumentado hasta los 1000 animales. Las otras dos especies de ungulados son el íbice siberiano (Capra sibirica) y el baral (Pseudois nayaur). Otro ungulado que estuvo presente originalmente en la zona es el kiang (Equus kiang). Los grandes depredadores están representados por el leopardo de las nieves (Panthera uncia), el lobo (Canis lupus) y el oso pardo (Ursus arctos). 
Se calcula que en la reserva habitan unas 7750 personas y 70 000 animales domésticos, los cuales tiene un fuerte impacto en la vegetación de la zona.
Durante 2011-2013, la población local avistó varios individuos de cuón occidental (Cuon alpinus hesperius) en la reserva.